# Moritz Ostwalt
Moritz Ostwalt, Kgl. Kommerzienrat (* 5. September 1822; † 12. Januar 1908) war ein deutscher Unternehmer und engagierter Bürger der Stadt Meerane.

## Leben und Wirken
Der Kaufmann Moritz Ostwalt erwarb sich vielfache Verdienste um die Industrie und das Gemeinwesen der Stadt Meerane. Seit 1846 war er Reisender in der 1843 gegründeten mechanischen Weberei Thieme und Co., später Mitinhaber dieser Firma.
Er heiratete die Tochter seines früheren Chefs und späteren Gesellschafters Wilhelm Ludwig Hertzsch.
Ostwalt war einer der ersten, die in Meerane die Mechanische Weberei einrichteten.
Auch im Gewerbeverein leistete er hervorragende Arbeit.
Seit 1859 war er Mitglied des Stadtverordnetenkollegiums und wurde wiedergewählt 1861 bis 1863, 1877–1880 und 1881–1886. Von Anfang 1864 bis Ende 1867 war er Stadtrat.
1866 war Ostwalt stellvertretender Abgeordneter des sächsischen Landtages als Vertreter des Handels und Fabrikwesens. Des Weiteren war er Handelsrichter sowie Mitglied des Sachverständigenvereins in Dresden.
Besondere Verdienste um die Stadt Meerane erwarb er sich auf dem Gebiete der Wohltätigkeit. Er war u. a. Vorsteher des Vereins Volkskindergarten und erwarb für diesen ein Hausgrundstück, nach seiner Gattin Emilienstiftung benannt. Ferner war er Ehrenmitglied des Vereins für freiwillige Armenpflege.
Moritz Ostwalt gründete 1877 seine gleichnamige Kapitalstiftung „Ostwalt-Stiftung“ mit 4.054,44 Mark. Die Zinsen waren zur Verabreichung von Speisen an arme Meeraner zu verwenden.
Durch letztwillige Verfügung überließ er 1908 der Stadt für verschönernde und wohltätige Zwecke ein Kapital von 117.482 Mark, 500 Mark der Herberge zur Heimat und 1.000 Mark dem Verein für freiwillige Armenpflege.
Wegen seiner vielseitigen Verdienste um die Stadt Meerane wurde Moritz Ostwalt bereits 1880 der Titel Kommerzienrat verliehen.
Ihm zu Ehren trägt eine Straße in Meerane seinen Namen.
Zu seinem Familiennamen existieren folgende abweichende Schreibformen: Oswald, Oswalt, Ostwald.